# Denys Holaydo
Denys Oleksandrovytch Holaydo (en ukrainien : Денис Олександрович Голайдо, en russe : Денис Александрович Голайдо) est un footballeur ukrainien, né le 3 juin 1984 à Simferopol. Il évolue au poste de milieu offensif.

## Palmarès
- Tavria Simferopol
  - Vainqueur de la Coupe d'Ukraine en 2010.